# Alin Badea
Alin Badea (n. 1 iunie 1988, Slobozia) este un scrimer român specializat pe sabie, laureat cu argint pe echipe la Campionatul Mondial de Scrimă din 2013 și la Jocurile Europene din 2015.

## Carieră
Badea a început să practice scrima la vârsta de zece ani la secția de scrimă de la CSȘ Slobozia, după ce antrenorul Mihăiță Marin a prezentat acest sport la școala sa primară.  În 2003 a câștigat Cupa Koracell de la Gödöllő, o etapă Cupei Mondiale de cadeți. Din lipsă de bani concura cu teniși de Drăgășani reparate cu leucoplast. S-a mutat la CSA Steaua în anul 2008.
Badea a fost selecționat la lotul național de sabie după ce trei dintre cei patru membri echipei vicecampioane la Londra 2012 s-au retras. Sub conducerea lui Tiberiu Dolniceanu, lotul olimpic remaniat a cucerit medalia de bronz la prima sa competiție cu noua componență, la etapa de Cupă Mondială de la Madrid. La Budapesta a avut Badea prima sa participare la un Campionat Mondial. A ajuns în tabloul de 16, după ce a trecut de fostul campion mondial Aleksei Iakimenko, dar s-a oprit în fața ungarului András Szatmári. La proba pe echipe el s-a dovedit esențial în succesul României. A întrat în ultimul releu cu scorul 40–44 pentru țara gazdă, Ungaria. A câștigat cinci tușe la rând în fata campionului olimpic Áron Szilágyi, ducând echipa în semifinală. A întrat și în ultimul releu la semifinala cu Belarus și a câștigat din nou ultima tușa. Delegația României a întâlnit Rusia în finală, dar a pierdut cu scor 38–45 și s-a mulțumit cu argintul.
În sezonul 2013-2014, s-a oprit în al doilea tur la Campionatul European din 2014 de la Strasbourg, fiind învins de rusul Kamil Ibraghimov, care a câștigat o medalie de bronz în cele din urma. La probe pe echipe, căpitanul Dolniceanu și Badea s-au accidentat amândoi și România a încheiat concursul pe locul cinci. La Campionatul Mondial din 2014 Badea a ajuns în tabloul de 16, unde a fost învins de coreeanul Gu Bon-gil. La proba pe echipe România a pierdut cu Coreea de Sud în sferturi de finală și s-a clasat pe locul șapte. Badea a terminat sezonul 2012-2013 pe locul 28, la cea mai bună poziție din carieră sa de până acum.
La început sezonului 2014-2015 Badea a reușit surpriza și l-a învins pe Dolniceanu în finală Campionatului României.

## Palmares
Clasamentul la Cupa Mondială
| An  | 2009 | 2010 | 2011 | 2012 | 2013 | 2014 | 2015 |
| --- | ---- | ---- | ---- | ---- | ---- | ---- | ---- |
| Loc | 272  | 289  | 399  | 187  | 30   | 28   | 33   |

## Legături externe
- Materiale media legate de Alin Badea la Wikimedia Commons
- Prezentare Arhivat în 26 octombrie 2014, la Wayback Machine. la Confederația Europeană de Scrimă